# Chocolates Brasil Cacau
Chocolates Brasil Cacau é uma empresa de chocolates que pertence à Nestlé. A empresa foi lançada em 2009 e hoje conta com uma rede formada por mais de 400 lojas espalhadas por todo o Brasil.
A Chocolates Brasil Cacau vende chocolates a preços mais baratos. diferente de sua "irmã"  Kopenhagen. competindo diretamente com a Cacau Show pelos consumidores de menor poder aquisitivo, por conta disso, em lugares onde circulam públicos de diferentes classes sociais, é possível encontrar lojas tanto da Kopenhagen, quanto da Brasil Cacau.
Em 2023, a Brasil Cacau e a rede de fast-food Giraffas fecharam um acordo para o fornecimento de sobremesas para a rede.
No dia 06 de setembro de 2023, o Grupo Nestlé fechou um acordo para comprar o controle do Grupo CRM, de Celso Ricardo de Moraes, que é proprietário das marcas de chocolate Kopenhagen e Brasil Cacau, além da rede de cafeterias Kop Koffe.
Em 2024, a empresa relançou o chocolate da Turma da Mônica, licenciou produtos com personagens da Liga da Justiça e Patrulha Canina e comercializou ovos da Lollo e Prestígio durante a Páscoa. A empresa apresentou um crescimento de 45% entre 2019 e 2023, com a abertura de 100 novas lojas.

## Patrocínios
O grupo assinou um contrato com a Rede Globo para propagandas durante os intervalos do reality show Big Brother Brasil, nos anos de 2013 e 2014, o que fez sextuplicar as vendas da loja, também com aumento de franqueados. Nos anos de 2014 e 2015, a empresa foi patrocinadora master do Teleton.
Anualmente, a marca vende cerca de 100 itens diferentes e destina em torno de R$ 35 milhões às ações de marketing, patrocinando importantes programas da televisão brasileira.